# Đế quốc La Mã Thần thánh

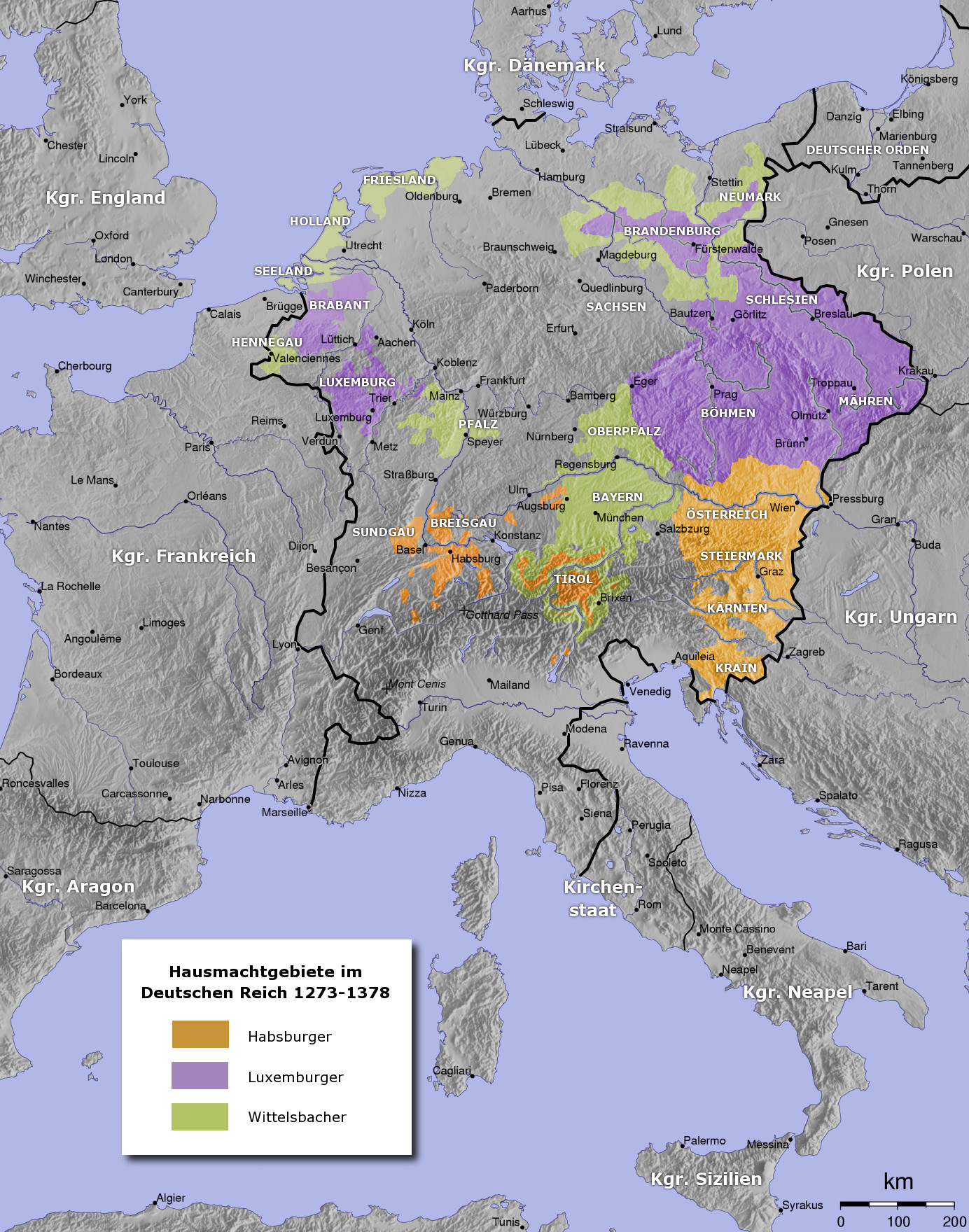
Bản đồ đế quốc La Mã Thần Thánh dưới triều Hoàng đế Karl IV

Đế quốc La Mã Thần Thánh (tiếng Latinh: Sacrum Romanum Imperium; tiếng Đức: Heiliges Römisches Reich; tiếng Ý: Sacro Romano Impero; tiếng Anh: Holy Roman Empire) còn được gọi là Thánh chế La Mã hay Đệ nhất đế chế (First Reich), là một phức hợp lãnh thổ rộng lớn đa sắc tộc ở trong lịch sử Đức, mà chủ yếu là người Đức, tồn tại từ cuối thời sơ kỳ Trung Cổ cho đến năm 1806. Tên của đế quốc bắt nguồn từ yêu sách của các Hoàng đế La Mã Đức vào thời Trung cổ, muốn tiếp tục truyền thống của đế chế La Mã cổ và hợp pháp hóa quyền cai trị như là thánh ý của Thiên Chúa. Lãnh thổ chủ yếu của Đế quốc gồm Vương quốc Đức, Vương quốc Bohemia, Vương quốc Bourgogne, Vương quốc Ý và nhiều lãnh thổ, công quốc, thành phố đế quốc tự do lớn nhỏ khác.
Đế quốc hình thành vào năm 962, khi Otto I Đại Đế thuộc dòng họ Liudolfinger được Giáo hoàng trao Đế miện từ Vương quốc Đông Frank thuộc dòng họ Nhà Karolinger. Từ năm 1157, đế quốc này có tên là Sacrum Imperium và vào năm 1254, lần đầu tiên tên Sacrum Romanum Imperium được chứng minh trong một văn kiện. Trong thế kỷ 15 và thế kỷ 16 danh hiệu được bổ sung thêm dòng Dân tộc Đức, trở thành Đế quốc La Mã Thần Thánh Dân tộc Đức (Heiliges Römisches Reich Deutscher Nationen). Đế quốc La Mã Thần Thánh Dân tộc Đức tan vỡ khi Hoàng đế Franz II (1792-1806) thuộc dòng họ Nhà Habsburg từ bỏ Đế miện vào ngày 6 tháng 8 năm 1806, trở thành Hoàng đế đầu tiên của Đế quốc Áo. Trong nghiên cứu lịch sử, đế quốc này cũng còn được gọi là Đế chế Cũ (Altes Reich) từ vài năm nay.
Vào thời kì thịnh vượng trong thế kỷ 12, Đế quốc này bao gồm lãnh thổ rộng lớn của các nước Đức, Áo, Thụy Sĩ, miền đông nước Pháp, Bỉ, Hà Lan, miền tây Ba Lan, Cộng hòa Séc và Ý hiện nay. Sau cuộc Chiến tranh Ba mươi năm, đế quốc này bị suy yếu. Dưới triều Nhà Habsburg, Các Hoàng đế của đế quốc đóng đô ở Viên - thủ đô của nước Áo hiện nay.
Từ năm 1802-1814, dưới sức ép của Cách mạng Pháp, và sau này là Đệ Nhất Đế chế Pháp của Napoleon, các nhà nước ở Đức tiến hành tái cơ cấu lại lãnh thổ, được gọi với cái tên là Hòa giải Đức, tất cả các Thành bang đế chế, Giáo phận vương quyền và các nhà nước có diện tích nhỏ đã được sáp nhập vào các nhà nước thế tục lớn khác, khiến số nhà nước ở Đức đã giảm từ 300 xuống chỉ còn 39. Đây được xem là quá trình tái cơ cấu dọn đường cho việc Đức thống nhất sau đó.

## Đặc tính của đế chế

Lãnh thổ của Thánh chế La Mã thay đổi từ năm 962 đến 1806

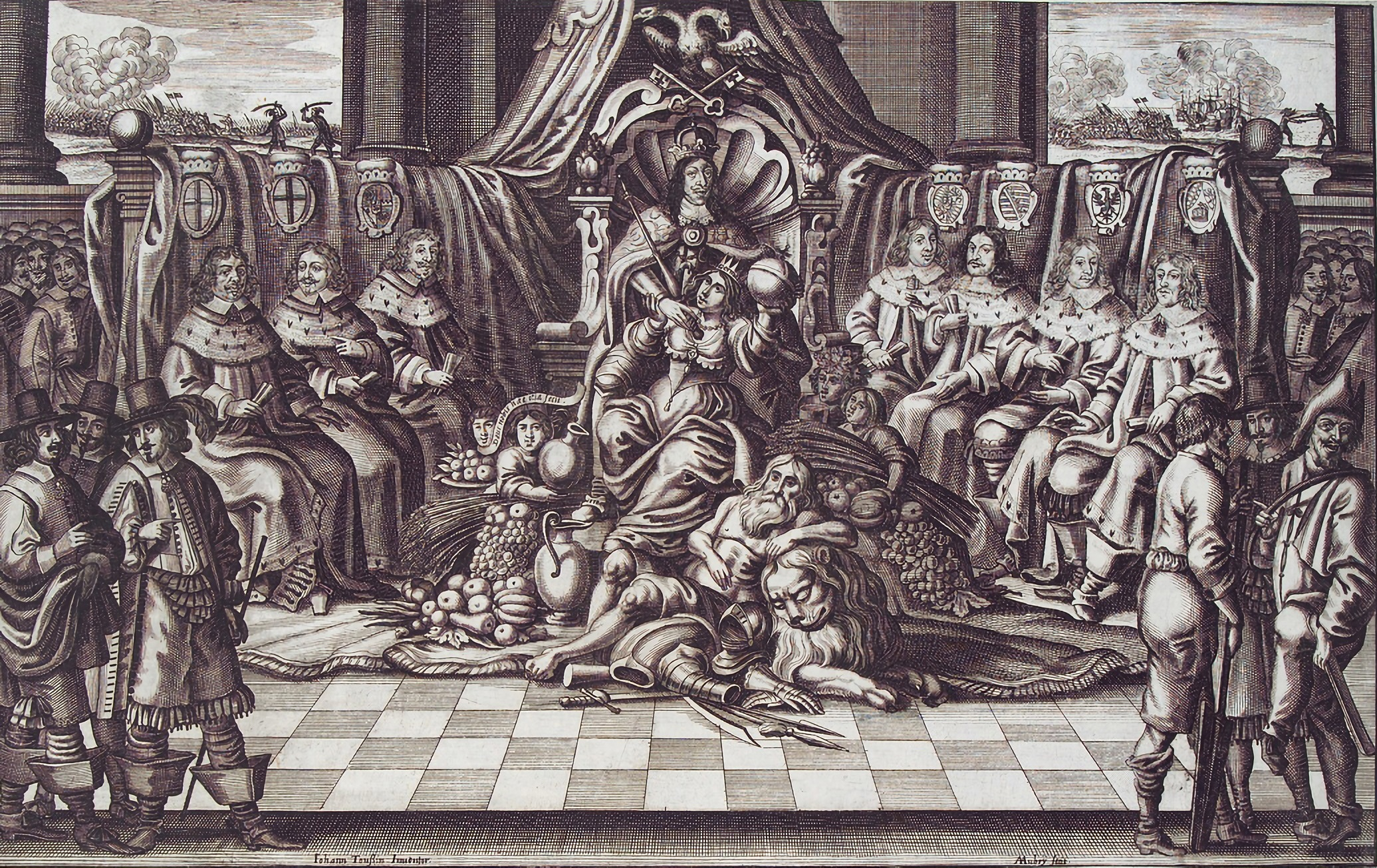
Hoàng đế và đế quốc trong một bức tranh từ thế kỷ 17. Chính giữa là Hoàng đế Ferdinand III (1637-1657), chung quanh là các tuyển hầu tước

Đế quốc La Mã Thần Thánh thành hình từ Vương quốc Frank Đông. Đế quốc là một hình thể siêu quốc gia, chưa từng phát triển thành một quốc gia dân tộc như Pháp hay Anh và từ các lý do lịch sử cũng không bao giờ muốn được hiểu như thế.
Quyền lực cai trị của đế quốc không nằm hoàn toàn trong tay của hoàng đế mà cũng không nằm hoàn toàn trong tay của các tuyển hầu tước hay của một tập thể như Quốc hội Đế chế. Đế quốc không phải là một quốc gia liên bang và cũng không phải là một liên minh của nhiều quốc gia. Đế quốc không phải là một đất nước do tầng lớp quý tộc cai trị nhưng cũng không nằm trong tay của một tập đoàn cai trị. Mặc dù vậy, Đế quốc lại kết hợp những đặc điểm của các hình thức quốc gia này. Lịch sử của Đế quốc mang nhiều ảnh hưởng của cuộc tranh cãi về tính chất của nó.
Hoàng đế được bầu lên bởi các tuyển hầu tước (Anh ngữ: Elector, tiếng Đức: Kurfürst), là những người có quyền bầu hoàng đế, trong thế kỷ 13 bao gồm bá tước của vùng Kurpfalz, công tước Sachsen, bá tước Brandenburg, vua của Böhmen (Bohemia) và các tổng giám mục của Mainz, Köln và Trier. Đến thế kỷ 17 thì lại có thêm 2 tuyển hầu:
- Năm 1623 công tước của Bayern lên thay bá tước của Pfalz, tuy nhiên vào năm 1648 thì chức này lại được quyền bầu trở lại.
- Năm 1692 công tước của Braunschweig-Lüneburg (Hannover) cũng trở thành tuyển hầu.
- Sau khi bá tước Pfalz bei Rhein được thừa hưởng phần đất của Bayern vào năm 1777, thì không còn tuyển hầu Pfalz nữa. Sau đại hội cuối cùng của đế quốc vào năm 1803 thì cả ba tổng giám mục Köln, Trier và Mainz không còn là tuyển hầu. 2 công tước của Salzburg, và Wüttemberg cũng như 2 bá tước của Baden, và Hessen-Kassel trở thành tuyển hầu. Trước đây phe Công giáo chiếm đa số trong các tuyển hầu, thì bây giờ lại ngược lại: 6 tuyển hầu theo đạo Kháng cách (Sachsen, Brandenburg, Hannover, Württemberg, Baden, Hessen-Kassel) trong khi chỉ có 4 vị Công giáo (Pfalz-Bayern, Böhmen, Salzburg, Kurerzkanzler). Tuy nhiên sự thay đổi này không còn ảnh hưởng nhiều đến chính trị của đế quốc. Chỉ 3 năm sau đó, khi các công quốc thành lập Liên minh vùng Rhein (Rheinbund) hoàng đế Franz II đã từ bỏ ngai vàng đế quốc. Kể từ đó không còn đế quốc này nữa, cũng như là không còn chức vị tuyển hầu.

Các công quốc thường là những lãnh thổ nhỏ được trị vì bởi người có hiệu bá tước, công tước, thân vương v.v... thường là cha truyền con nối nhưng có nơi do hoàng đế chỉ định. Các công quốc khác biệt nhiều về mặt tổ chức và phân chia quyền lực, ví dụ công quốc của công tước có vị thế cao hơn của bá tước, công quốc của tuyển hầu có vị thế cao hơn của công tước... Công quốc mạnh có lãnh thổ rộng, quân đội hùng hậu và được nhiều quyền tự chủ nên có vị thế không thua một quốc gia có vua.
Các lãnh chúa nắm mọi quyền quyết định tôn giáo nào thần dân của họ phải theo, bao nhiêu quân công quốc của họ có quyền huy động, ngay cả quyền quyết định trong thời chiến: về phe với Hoàng đế, hoặc chống lại Hoàng đế, hoặc giữ trung lập. Khi liên quan đến sách lược trọng đại, họ phớt lờ mối dây liên hệ giữa họ và Hoàng đế. Họ, hoặc người đại diện của họ, tham gia vào Hội đồng Đế quốc, khởi đầu là cơ quan lập pháp, sau đó giờ chỉ có chức năng tham khảo và trang trí. Hoàng đế phải thông qua Hội đồng để ban hành luật, và những buổi thảo luận ít khi đạt sự nhất trí vì tranh cãi kéo dài không dứt.
Dù cho tước hiệu là hư danh, Hoàng đế không phải là vô nghĩa. Sức mạnh của Hoàng tộc Habsburg, ngân sách, quân đội là tập hợp thêm từ các vương quốc dưới quyền cai trị của Hoàng tộc: Áo, Bohemia, Moravia, Silesia, Hungary, và những lãnh thổ linh tinh rải rác cùng khắp. Trong thời kỳ hùng mạnh, Hoàng đế còn kiêm nhiệm Đại vương công Áo, vua của Bohemia và vua của Hungary.
Áo là trung tâm và Viên là con tim của thế giới Habsburg. Đây là một thế giới vĩ đại, một thế giới Công giáo, một thế giới có truyền thống đạo đức cao, được lãnh đạo bởi các giáo sĩ dòng Tên - những người có cuộc sống rất đạo đức. Các nghi lễ truyền thống ở đây được tổ chức rất là trọng đại, nghiêm trang, vì các giáo sĩ mong muốn người dân và cả quân vương phải sống đạo đức và biết kính trọng Đức Chúa Trời. Họ trấn an các quân vương rằng "mọi chuyện đã được định đoạt bởi Thượng đế. Do đó các quân vương phải biết chăm chỉ cầu nguyện để Thượng đế soi sáng và giúp đỡ họ".
Mọi chi tiết trong đời sống hàng ngày của Hoàng đế ở triều đình đế quốc được đặt ra để thể hiện địa vị cao cả của ông. Trong các gian phòng và các hành lang của cung điện cổ tên là Hofburg, hoàng đế là đối tượng cho nghi thức chặt chẽ. Mỗi khi Hoàng đế và gia đình ông đi qua, triều thần phải cúi đầu thật thấp và quỳ một gối xuống. Khi tên của ông được thốt ra, ngay cả lúc ông đang ở trong một gian phòng khác, những người nghe được phải thực hiện nghi lễ tương tự. Khi ông dùng bữa một mình, thức ăn ông của ông được chuyền qua 24 bàn tay trước khi được đưa đến bàn ăn hoàng gia. Khi rót rượu cho ông, người phục dịch phải quỳ trên một đầu gối.
Trung tâm của lễ nghi rườm rà như thế là Cung điện Hofburg, gồm những kiến trúc lộn xộn được xây dựng qua nhiều thế kỉ, được nối với nhau bằng những hành lang và cầu thang âm u, những khoảng sân nhỏ bé và lối đi rộng. Trong khối hỗn độn của đá và gạch này, vị Hoàng đế, triều đình của ông gồm khoảng 2.000 nhà quý tộc và 30.000 thị thần chen chúc nhau trong vô số văn phòng chính phủ, một nhà bảo tàng và ngay cả một bệnh viện.

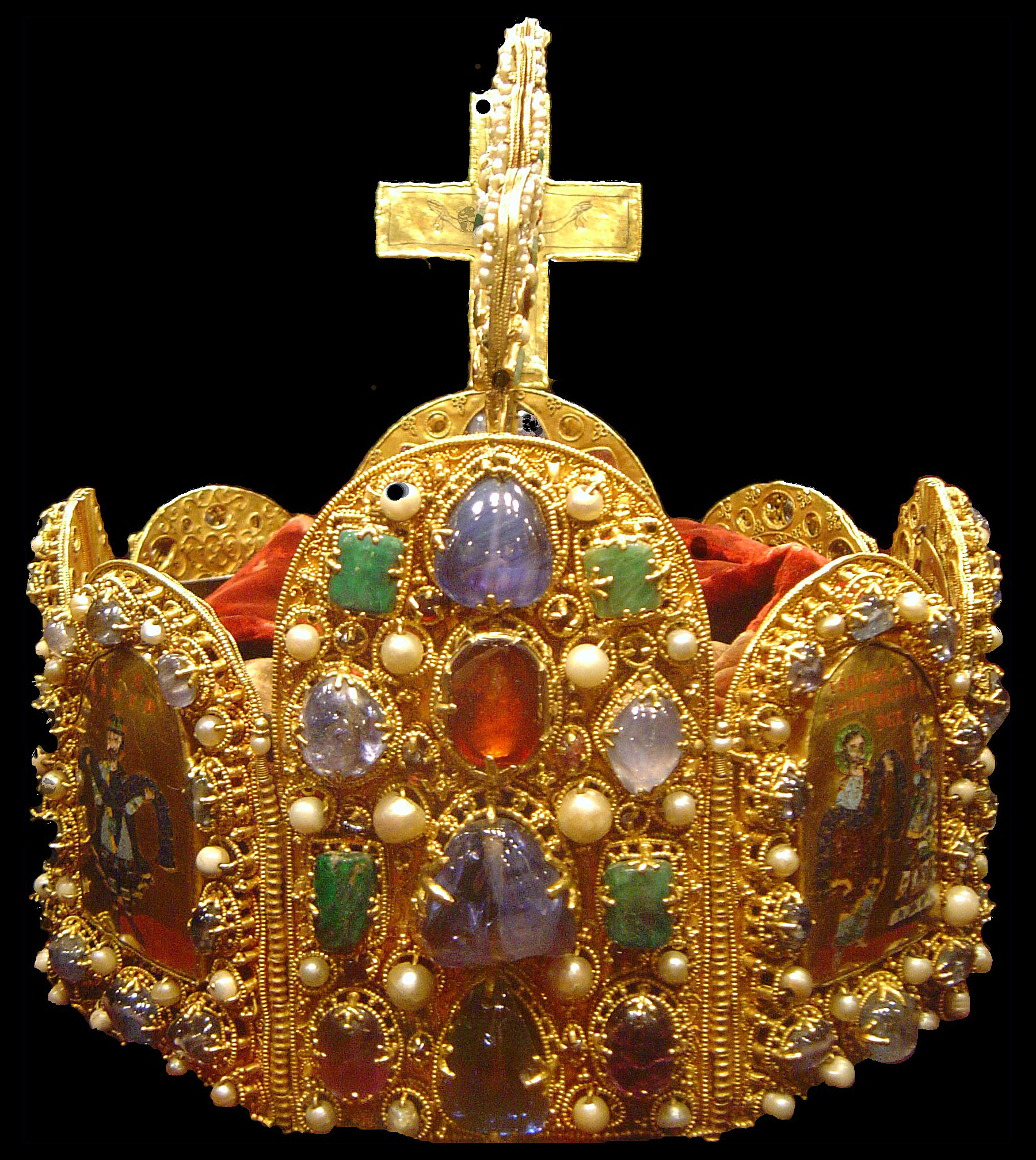
Vương miện của các Hoàng đế La Mã Thần Thánh vào thế kỷ 12

Năm 1519, Karl V, vốn là vua Tây Ban Nha thuộc dòng họ Habsburg trở thành hoàng đế La Mã Thần Thánh (1519-1556). Dưới thời ông, Đế quốc La Mã Thần Thánh trở thành một trong những quyền lực mạnh nhất thế giới. Khi thoái vị vào năm 1556, Karl V truyền ngôi hoàng đế người em trai, hoàng đế Ferdinand I (1556-1564) và truyền ngôi vua Tây Ban Nha cho người con, Felipe II.
Thật ra, sự hỗn độn của triều đình cũng là biểu trưng cho sự hỗn độn của cả đế quốc: không bao giờ có mối kết dính các cơ quan với nhau. Hoàng đế Leopold I (1658-1705) của nhà Habsburg, là một ông vua thiếu quyết đoán. Nhút nhát, thiếu nhiệt huyết, ông chỉ biết lắng nghe ý kiến của cận thần rồi suy đi nghĩ lại về các đề xuất trái ngược nhau mà không biết chắc chắn phải quyết định thế nào. Vào thập kỉ 1690, ông đã thành lập vô số ủy ban, tất cả đều kình chống nhau một cách im lìm nhưng dữ dội sau lưng ông.
Trong thâm tâm, Leopold I (1640-1705) và hai người con kế vị ông, Joseph I (1705-1711 - người đương thời với hai vị vua nổi tiếng ở châu Âu: Pyotr I của Nga tức Pyotr Đại đế và vua Louis XIV của Pháp) và Karl VI (1711-1740), đều không tin rằng nền hành chính hỗn độn là khiếm khuyết cốt lõi của đế quốc họ trị vì. Trải qua gần một thế kỷ, cả ba vị hoàng đế đều cho rằng việc quản trị hành chính chỉ là thứ yếu so với đức tin vào Thượng đế và sự ủng hộ của Công giáo. Nếu Thượng đế hài lòng với họ, Người sẽ phù hộ cho Hoàng tộc này mãi trường tồn và phồn vinh. Đây là cơ sở cho lý thuyết chính trị và phương thức quản trị khác đời của họ: ngai vàng và đế quốc đã được Thượng đế định đoạt.
Dưới triều đại lâu dài của Leopold, dù hoàng đế thiếu năng lực và bộ máy triều đình cứng nhắc, vị thế của đế quốc trong thực tế lại lên cao. Đấy có thể là do Chúa phù hộ như Leopold vẫn tin tưởng, nhưng trực tiếp hơn, trong những năm này, tương lai và quyền lực của Hoàng đế Leopold II dựa trên lưỡi gươm sáng loáng của Hoàng thân Eugène de Savoie-Carignan. Ông là Thống chế của Đế quốc, Tổng Tư lệnh quân đội của đế chế, cùng với John Churchill, Công tước thứ nhất của Marlborough và vua Karl XII của Thụy Điển là ba nhà cầm quân tài ba nhất trong giai đoạn này ở châu Âu. Vào năm 1734, ông là vị thống soái lừng danh nhất của châu Âu.
Bình thường Hoàng đế không cho phép lãnh chúa nào xưng làm vua, vì như thế có ý nghĩa vị trí gần ngang bằng Hoàng đế. Tuy thế, khi một lãnh chúa cảm thấy mình đủ mạnh thì muốn xưng vương, chỉ có điều còn e ngại nên vẫn phải xin hoàng đế phong cho. Đây là trường hợp của tuyển hầu Friedrich III (1657-1713), người có tham vọng rộng lớn nhằm biến công quốc của ông thành một vương quốc, sau này gọi là nước Phổ, và ông xưng là vua Friedrich I của Phổ năm 1701.
Tóm lại, Đế quốc La Mã Thần Thánh bao trùm nhiều lãnh thổ như một "liên hiệp" và tạo ra khuôn khổ luật lệ cho cuộc chung sống của những vị lãnh chúa. Các công tước và hầu tước trên thực tế là tự chủ nhưng lại không có chủ quyền này, công nhận vị hoàng đế như là người đứng đầu đế chế, ít nhất là về mặt tư tưởng và phải tuân theo các đạo luật đế chế, tòa án đế chế và các nghị quyết của quốc hội đế chế nhưng đồng thời cũng thông qua việc lựa chọn hoàng đế, đại hội đế chế và các đại diện tầng lớp khác mà tham gia vào chính sách của đế chế và đã có thể tạo ảnh hưởng cho chính mình.

## Thời kỳ suy thoái
Một loạt trận chiến trong giai đoạn 1618-1648, mà các sử gia gọi là Chiến tranh Ba mươi năm, diễn ra trên những lãnh thổ của người Đức. Khởi đầu, cuộc chiến chủ yếu dựa trên xung đột tôn giáo giữa các phe nhóm Công giáo và Tin Lành trong Phong trào Cải cách. Dần dà, cuộc chiến lan rộng giữa một bên là những hoàng thân người Đức và bên kia chủ yếu là Thụy Điển và Pháp muốn hạn chế quyền lực của Thánh chế La Mã. Chiến tranh Ba mươi năm là một trong những cuộc chiến gây tàn phá nặng nề nhất trong lịch sử châu Âu. Đây cũng là cuộc chiến tôn giáo cuối cùng ở châu Âu khiến cho Đế quốc bị tàn phá nặng nề, nhiều thành thị và vùng nông thôn bị san bằng, dân số suy giảm. Ước lượng có một phần ba người Đức bỏ mạng trong cuộc chiến tàn bạo này.
Kết thúc cuộc chiến này là một số hòa ước gọi là Hòa ước Westfalen, chủ yếu là Hòa ước Tây Ban Nha ngày 30 tháng 1 năm 1648 để chấm dứt chiến tranh và hòa ước ngày 24 tháng 10 năm 1648 giữa Hoàng đế Ferdinand III (1637-1657), một số hoàng thân người Đức, cùng Pháp và Thụy Điển. Hòa ước Westfalen được các sử gia ghi nhận là cột mốc bắt đầu kỷ nguyên lịch sử hiện đại.
Chiến tranh Ba mươi Năm và Hòa ước Westfalen năm 1648 mang đến tai họa cuối cùng cho Đế quốc La Mã thần Thánh của người Đức, khiến cho đế quốc này không bao giờ hồi phục hoàn toàn. Hòa ước Westfalen gây tai hại cho tương lai nước Đức ngang bằng với thiệt hại từ cuộc chiến. Các hoàng thân người Đức được công nhận để trị vì từng mảnh đất nhỏ – khoảng 350 mảnh đất như thế – trong khi Hoàng đế chỉ có hư vị. Trào lưu cải tổ quét qua Đức vào cuối thế kỷ 15 và đầu thế kỷ 16 bị dập tắt. Trong thời kỳ ấy, các thành phố lớn được hưởng nền độc lập, chế độ phong kiến đã ra đi, nghệ thuật và mậu dịch phát triển, nông dân Đức có nhiều quyền tự do hơn là ở Anh và Pháp. Thật ra, có thể nói vào đầu thế kỷ 16, Đức là một trong những cái nôi của nền văn minh châu Âu.
Bây giờ, sau Hòa ước Westfalen, Đế quốc bị thụt lùi. Chế độ nông nô không những được tái lập, mà còn phát triển rộng ra thêm ở những vùng trước kia không có nông nô. Các thị trấn mất quyền tự chủ. Vua chúa bóc lột nông dân, công nhân, ngay cả giới trung lưu, hạ họ xuống thành hạng tôi tớ. Nền giáo dục và nghệ thuật chấm dứt. Các nhà cai trị tham lam không màng gì đến tinh thần quốc gia Đức, sẵn sàng dập tắt mọi biểu hiệu của tinh thần này trong dân chúng. Nền văn minh bị đình trệ khắp Đế quốc.
Đế quốc không bao giờ phục hồi từ cơn xuống dốc ấy. Đầu óc người Đức dần dà nhiễm tư tưởng dễ chấp nhận sự chuyên chế, phục tòng một cách mù quáng đối với những ông vua ti tiện. Ý tưởng dân chủ, hoặc chế độ cai trị qua nghị viện, nở rộ ở Anh và Pháp nhưng lại tắt ngấm ở Đức. Sự chậm tiến về chính trị như thế, cộng thêm tình trạng chia rẽ và cô lập khỏi những trào lưu tư tưởng và phát triển, đã khiến cho Đức lùi lại phía sau những nước Tây Âu khác. Vào thập niên 1730, liên quân Nga - Áo - Phổ lâm chiến với Pháp trong cuộc Chiến tranh Kế vị Ba Lan, dù cả hai bên đều không tích cực tham chiến nhưng rồi Pháp là nước thất bại. Sau khi Vương công Eugène de Savoie-Carignan qua đời, Quân đội Đế quốc cũng suy yếu, bị đánh tan tác trong một cuộc chiến tranh với quân Thổ Nhĩ Kỳ Ottoman.

Đế quốc La Mã Thần Thánh sau Hoà ước Westfalen

Vào ngày 16 tháng 12 năm 1740, vua nước Phổ là Friedrich II (còn gọi là Friedrich Độc Đáo hay Friedrich Đại Đế) kéo 27 nghìn quân rời khỏi xứ Brandenburg đi đánh tỉnh Silesia của Vương triều Habsburg. Tỉnh Silesia được phòng thủ rất yếu ớt. Dù thời tiết xấu, Quân đội Phổ nhanh chóng chinh phạt toàn bộ tỉnh Silesia, và chỉ phải chống chọi với sự chống trả chẳng tới nơi tới chốn của Quân đội Áo. Thủ phủ của tỉnh là Breslau đã rơi vào tay vua Friedrich II. Quyết định này là của chính ông, khi nhà vua không nghe lời khuyên can của những vị cận thần tài năng. Cuộc chinh phạt tỉnh Silesia đã thay đổi hoàn toàn sự cân bằng quyền lực trong Đế quốc La Mã Thần Thánh và đưa nước Phổ lên hàng liệt cường - điều này đồng nghĩa với việc họ sẽ phải đối phó với hiểm nguy, và mở ra những năm tháng thù hằn kịch liệt giữa hai quốc gia hùng mạnh nhất của Thánh chế La Mã là Phổ và Áo.
Sau một loạt chiến bại của Quân đội Áo trong cuộc chiến tranh Silesia (dù Triều đình Habsburg có tìm cách liên minh với Anh Quốc), nhà vua nước Phổ giữ được tỉnh Silesia. Trước sự phát triển cường thịnh của nước Phổ, nước Áo phải thiết lập liên minh với Đế quốc Nga và Pháp. Nhưng, do nghĩ rằng Lãnh địa Tuyển hầu tước Sachsen đã liên minh với Áo (thực chất là không phải vậy) đương kim Quốc vương Friedrich II Đại Đế ra tay trước, ông xua quân đánh xứ Sachsen (1756). Cuộc Chiến tranh Bảy năm bùng nổ. Liên quân chống Phổ còn lôi kéo được cả quân Thụy Điển, vì họ mong muốn chiếm tỉnh Pomerania từ tay nước Phổ. Trong trận Rossbach (1757), quân Phổ đánh tan tác Quân đội Đế quốc La Mã Thần Thánh và quân Pháp; trận đánh này trở thành một chiến thắng gây ấn tượng rất lớn của vua Friedrich II Đại Đế. Kể từ thời Hoàng đế Charlemagne, chưa bao giờ dòng giống Teuton lại đại phá quân Pháp trong một trận đánh vinh quang như thế, do đó không những nhân dân Phổ mà toàn thể dân tộc Đức đều vui sướng trước chiến thắng của vua Friedrich II Đại Đế. Vai trò của quân Pháp cũng lu mờ hẳn trong liên quân chống Phổ tại vùng Trung Âu với thất bại của họ. Cuối cùng, sau những năm tháng đấu tranh quyết liệt của quân và dân Phổ, liên quân chống Phổ lần lượt tan rã, Nga và Thụy Điển đều tái lập hòa bình vào năm 1762, Pháp và Áo cũng tái lập hòa bình vào năm 1763. Trong khi vua Friedrich II Đại Đế giữ được nước thì Vương triều Habsburg đã kiệt quệ.
| “                            | Chúng tôi chẳng muốn nhiều lời ca tụng tình hình Đế chế ta; chúng tôi thừa nhận rằng nó chỉ toàn những điểm lạm dụng pháp luật, nhưng do đó mà nước Đức vượt trên cái thể trạng đương thời của nước Pháp - cái thể trạng mà song hành với nó là một mê cung của những điều phi pháp, chính phủ của nó đã năng nổ chẳng đúng chỗ mà vì thế, chuyện đảo trời thay đất ai ai cũng có thể tiên đoán được. Khi chúng ta nhìn lên phía Bắc thì ngược lại, ở nơi ấy đang rực sáng một ngôi sao Bắc Đẩu mang tên Friedrich, - đấng Quân vương mà cả dân tộc Đức, cả châu Âu, thậm chí cả thế giới đang hướng về... | ” |
| — Johann Wolfgang von Goethe | |   |

Theo đại thi hào người Đức Johann Wolfgang von Goethe, vua Friedrich II Đại Đế giờ đây không chỉ rất được lòng nhân dân Phổ mà còn nhân dân các vùng đất Đức khác nữa. Với thất bại của nền quân chủ Habsburg trong các cuộc chiến tranh nêu trên, và sự phát triển lớn mạnh của nền quân chủ Phổ, thì Triều đình Habsburg phải tiến hành cải cách. Trong cuộc chia cắt Ba Lan lần thứ nhất (1772), Vương quốc Phổ còn thu được nguồn lợi lớn đến mức Nữ hoàng Áo là Maria Theresia phải khóc. Hoàng đế Joseph II có mong muốn biến nền quân chủ Habsburg thành một quốc gia thống nhất. Ông ta cũng nhiệt huyết noi theo những cải cách của đương kim Quốc vương Friedrich II Đại Đế nước Phổ. Trong các năm 1778 - 1779, ông ta lập mưu chiếm đất của xứ Bayern, nhưng lại bị vua Friedrich II Đại Đế đẩy lùi trong cuộc Chiến tranh Kế vị Bayern. Khi Hoàng đế Joseph II lại muốn chiếm xứ Bayern vào thập niên 1780, nhà vua nước Phổ thiết lập "Liên minh các Vương hầu" (1785) với các Vương hầu người Đức trong Đế quốc La Mã Thần Thánh, bảo vệ được họ thoát khỏi những tham vọng của đương kim Hoàng đế. Nhà vua nước Phổ trở thành "kẻ hủy diệt vĩ đại của Đế quốc".
Vào năm 1806, Đế quốc La Mã Thần Thánh bị xóa bỏ.

## Thể chế
Đế quốc La Mã Thần thánh không phải là một quốc gia thống nhất hay một quốc gia-dân tộc. Thay vào đó, nó được chia thành hàng chục, sau cùng là hàng trăm thực thể riêng lẻ cai trị bởi các Quốc vương, công tước, bá tước, giám mục, viện phụ và những người cai trị khác, được gọi chung là thân vương. Ngoài ra còn có một số vùng vùng do Hoàng đế trực tiếp cai trị.
Từ sau Trung kỳ Trung Cổ, Đế quốc liên tiếp phải tranh giành để kiểm soát quyền lực ở các lãnh thổ địa phương với các thân vương. Ở một vị thế cao hơn so với các vương quốc thời trung cổ khác như Pháp và Anh, các hoàng đế không thể giành được nhiều quyền kiểm soát đối với những vùng đất mà họ sở hữu. Thay vào đó, để đảm bảo ngai vàng của mình trước nguy cơ bị phế truất, hoàng đế buộc phải trao ngày càng nhiều quyền tự chủ cho các lãnh chúa địa phương, cả quý tộc và giám mục. Quá trình này bắt đầu vào thế kỷ 11 từ Tranh cãi việc bổ nhiệm giáo sĩ và ít nhiều được kết thúc với Hòa ước Westfalen năm 1648. Một số Hoàng đế đã cố gắng đảo ngược quá trình suy giảm quyền lực này nhưng đều bị giáo hoàng và các thân vương ngăn cản.

### Điền trang hoàng gia
Số lượng các vùng lãnh thổ có quyền đại diện trong Đại hội Đế quốc là đáng kể, lên tới khoảng 300 vào thời điểm Hòa ước Westphalia. Nhiều trong số Kleinstaaten ("tiểu bang") này có diện tích không quá vài dặm vuông, hoặc bao gồm một số phần không liền kề nhau, vì vậy Đế quốc thường được gọi là Flickenteppich ( " tấm thảm chắp vá "). Một lãnh thổ được coi là Reichsstadt nếu theo luật phong kiến, nó không dưới quyền ai ngoại trừ Hoàng đế. Các điền trang gồm:
- Lãnh thổ được cai trị bởi một quý tộc cha truyền con nối, chẳng hạn như vương tử, đại công tước, công tước hoặc bá tước.
- Lãnh thổ trong đó quyền thế tục được nắm giữ bởi một chức sắc giáo hội, chẳng hạn như tổng giám mục, giám mục hoặc tu viện trưởng. Một giáo sĩ hay giám mục như vậy là một thân vương của Giáo hội. Trong trường hợp phổ biến của giám mục vương quyền, lãnh thổ tạm thời này (được gọi giáo phận vương quyền) thường xuyên chồng lấn với một phần lãnh thổ của giáo phận, được trao cho cả quyền dân sự và tôn giáo. Ví dụ như giám phận vương quyền Köln, Trier và Mainz.
- Thành phố đế quốc tự do và các làng hoàng gia chỉ chịu sự quản lý của hoàng đế.
- Điền trang rải rác của các Hiệp sĩ Hoàng gia và Bá tước Hoàng gia tự do, trực thuộc quyền của Hoàng đế nhưng không có quyền đại diện trong Đại hội Đế quốc.

Theo tính toán có tổng cộng khoảng 1.500 điền trang.
Các quân chủ quyền lực nhất của đế chế sau này là Habsburgs Áo, họ cai trị 240.000 km2 (93.000 dặm vuông Anh) đất đai trong Đế quốc vào nửa đầu thế kỷ 17, chủ yếu ở Áo và Séc ngày nay. Cùng một thời điểm đất đai được cai trị bởi các tuyển hầu xứ Sachseen, Bayern và Brandenburg (trước khi mua lại Phổ) có diện tích gần 40.000 km2 (15.000 dặm vuông Anh); Công quốc Braunschweig-Lüneburg (sau là Tuyển hầu quốc Hanover) có diện tích lãnh thổ tương đương. Đây là những vương quốc lớn nhất của Đức. Tuyển hầu quốc Palatinate có diện tích khoảng 20.000 km2 (7.700 dặm vuông Anh), tuyển hầu quốc Mainz, Cologne và Trier nhỏ hơn nhiều, với khoảng 7.000 km2 (2.700 dặm vuông Anh). Các Công quốc Württemberg, Hessen-Kassel và Mecklenburg-Schwerin diện tích khoảng 7.000–10.000 km2 (2.700–3.900 dặm vuông Anh), quy mô gần tương đương với các giáo phận vương quyền Salzburg và Münster. Phần lớn các lãnh thổ khác của Đức (bao gồm cả các giáo phận vương quyền khác) có diện tích dưới 5.000 km2 (1.900 dặm vuông Anh), diện tích nhỏ nhất là của các Hiệp sĩ Hoàng gia; khoảng năm 1790 có 350 gia đình Hiệp sĩ cai trị chỉ 5.000 km2 (1.900 dặm vuông Anh) đất đai. Vương quốc Ý ít bị chia cắt hơn về mặt chính trị, hầu hết là tại Savoy (Savoy, Piedmont, Nice, Aosta), Đại công quốc Toscana (Tuscany, bar Lucca), Cộng hòa Genova (Liguria, Corisca), các công quốc Modena-Reggio và Parma-Piacenza (Emilia) và Công quốc Milano của Tây Ban Nha (phần lớn vùng Lombardy), mỗi công quốc có từ nửa triệu đến một triệu rưỡi người. Các vùng đất thấp ít nhiều có sự gắn kết với Đức trên danh nghĩa, nằm dưới quyền cai trị của Hà Lan thuộc Tây Ban Nha như một phần của Vùng đế chế Burgundi.
| Quân chủ                     | 1648                | 1714                | 1748                | 1792                |
| ---------------------------- | ------------------- | ------------------- | ------------------- | ------------------- |
| Habsburgs Áo                 | 225,390 km2 (32.8%) | 251,185 km2 (36.5%) | 213,785 km2 (31.1%) | 215,875 km2 (31.4%) |
| Brandenburg Hohenzollerns    | 70,469 km2 (10.2%)  | 77,702 km2 (11.3%)  | 124,122 km2 (18.1%) | 131,822 km2 (19.2%) |
| Tuyển đế hầu thế tục khác    | 89,333 km2 (13.1%)  | 122,823 km2 (17.9%) | 123,153 km2 (17.9%) | 121,988 km2 (17.7%) |
| Những người cai trị Đức khác | 302,146 km2 (44.0%) | 235,628 km2 (34.3%) | 226,278 km2 (32.9%) | 217,653 km2 (31.7%) |
| Tổng cộng                    | 687,338             | 687,338             | 687,338             | 687,338             |

### Vua La Mã Đức

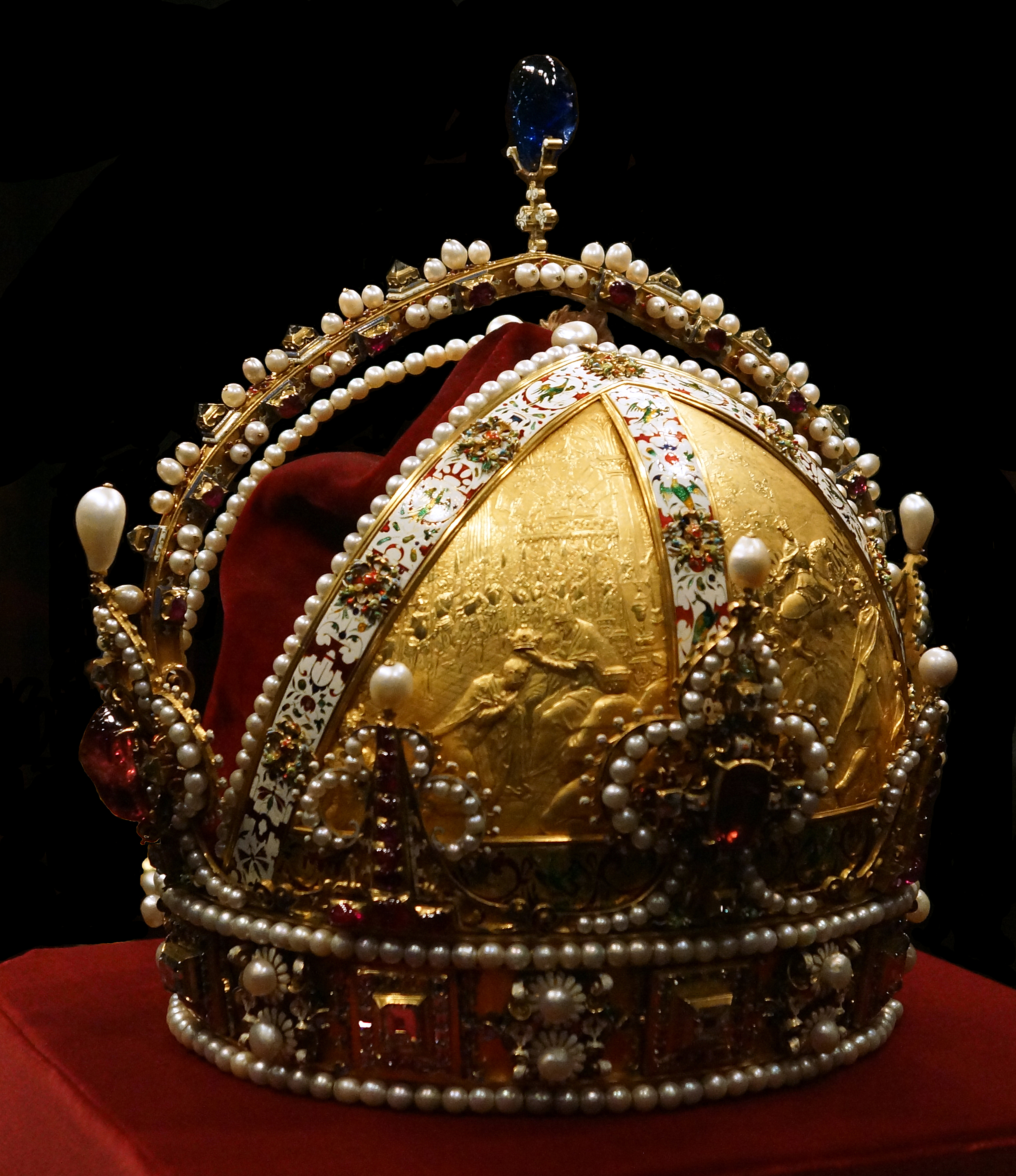
Vương miện Hoàng đế của Thánh chế La Mã dành riêng cho người Nhà Habsburg

Để trở thành Hoàng đế trước tiên phải được bầu làm Quốc vương của người La Mã (tiếng Latinh: Romanorum Rex; tiếng Đức: Römisch-deutscher König). Các vị vua Đức đã được bầu từ thế kỷ thứ 9; tại thời điểm đó, họ được lựa chọn bởi các thủ lĩnh của năm bộ tộc có ảnh hưởng nhất (Frank Salian của Lorraine, Franks Ripuarian của Franken, Saxon, Bayern và Schwaben). Trong Đế quốc, các công tước và giám mục quyền lực nhất được bầu ra Vua của người La Mã.
Ngai vàng được chuyển giao thông qua bầu cử, nhưng các Hoàng đế thường đảm bảo rằng con trai mình sẽ được chọn, tạo điều kiện giữ lại vương quyền cho gia tộc. Điều này chỉ thay đổi sau khi triều đại Salier kết thúc vào thế kỷ 12.
Năm 1356, Hoàng đế Karl IV ban hành đạo luật Sắc chỉ Vàng, quy định số tuyển hầu là bảy người: Vua của Bohemia, Hành cung Bá tước xứ Rhein, Công tước xứ Sachsen, Bá tước xứ Brandenburg và giám mục vương quyền của Köln, Mainz và Trier. Trong Chiến tranh ba mươi năm, Công tước xứ Bayern được trao giữ ghế Tuyển hầu thứ tám, và Công tước xứ Braunschweig-Lüneburg (Hanover) được trao ghế thứ chín. Ngoài ra, Chiến tranh Napoléon dẫn đến việc một số tuyển hầu quốc được phân bổ lại, nhưng những tuyển hầu mới này chưa bao giờ bỏ phiếu đến khi Đế chế giải thể.
Sau khi được bầu, Vua của người La Mã về mặt lý thuyết chỉ có thể xưng là "Hoàng đế" sau khi được Giáo hoàng sắc phong. Trong nhiều trường hợp, việc này mất vài năm vì nhiều lí do như phải giải quyết xung đột ở Ý hoặc quan hệ thù nghịch với Giáo hoàng đương thời. Các Hoàng đế sau này đã bỏ hoàn toàn việc sắc phong của Giáo hoàng và sử dụng danh hiệu Hoàng đế được bầu của người La Mã. Vị cuối cùng được Giáo hoàng tấn phong là Karl V vào năm 1530.
Hoàng đế phải là đàn ông và có dòng dõi quý tộc. Không có luật nào yêu cầu phải là người Công giáo, nhưng vì đa số Tuyển đế hầu theo đạo này nên không có ai theo đạo Tin lành được bầu. Việc xem xét dòng dõi chính thống là người Đức hay không vẫn còn là điều gây tranh cãi thời điểm đó, một số vị vua và hoàng đế không phải là người gốc Đức. Nhưng kể từ thời Phục hưng, gốc Đức được coi là yếu tố quan trọng để đủ điều kiện đảm nhận chức vụ hoàng gia.

## Nhân khẩu học

### Dân số
Số liệu tổng thể về dân số Đế quốc La Mã Thần thánh là vô cùng mơ hồ và rất khác nhau. Triều đại Charlemagne có thể có tới 20 triệu dân. Do sự phân quyền chính trị của Đế chế sau này, không cơ quan trung ương nào có thể tổng hợp những số liệu như vậy. Tuy nhiên, người ta tin rằng thảm họa nhân khẩu học trong Chiến tranh Ba mươi năm có nghĩa là dân số của Đế quốc vào đầu thế kỷ 17 và đầu thế kỷ 18 là tương tự nhau.
Đầu thế kỷ 17, số dân dưới quyền cai trị của các Tuyển đế hầu là:
- Chế độ quân chủ Habsburg: 5.350.000 (bao gồm 3 triệu ở Lãnh thổ vương quyền Bohemia)[33]
- Tuyển hầu quốc Sachsen: 1.200.000
- Công quốc Bayern (sau là Tuyển hầu quốc Bayern): 800.000
- Tuyển hầu quốc Pfalz: 600.000
- Tuyển hầu quốc Brandenburg: 350.000
- Tuyển hầu quốc Mainz, Trier và Cologne: tổng cộng 300–400.000[34]

Mặc dù không phải là tuyển hầu quốc, nhưng Habsburgs Tây Ban Nha có dân số đông thứ hai trong Đế quốc sau Habsburgs Áo, với hơn 3 triệu người vào đầu thế kỷ 17 ở vùng Burgundi và Công quốc Milano.
Peter Wilson ước tính dân số của Đế quốc là 20 triệu người vào năm 1700, trong đó 5 triệu người sống ở Vương quốc Ý. Đến năm 1800, ông ước tính dân số của Đế quốc là 29 triệu người (không bao gồm Ý), cùng 12,6 triệu người bên ngoài Đế quốc thuộc quyền cai trị của Áo và Phổ.
Theo ước tính của Cơ quan Lưu trữ Chiến tranh Áo trong thập kỷ đầu tiên của thế kỷ 18, Đế quốc (bao gồm cả Bohemia và Hà Lan thuộc Tây Ban Nha) có dân số gần 28 triệu người được phân chia như sau:
- 65 giáo phận vương quyền với 14% diện tích đất đai và 12% dân số;
- 45 thân vương quốc với 80% đất đai và 80% dân số;
- 60 bá quốc và lãnh địa với 3% đất đai và 3,5% dân số;
- 60 thành bang đế chế với 1% đất đai và 3,5% dân số;
- Lãnh thổ của các hiệp sĩ hoàng gia, lên tới hàng trăm, với 2% đất đai và 1% dân số.

Các nhà sử học nhân khẩu học Đức thường ước tính dân số của Đế quốc La Mã Thần thánh dựa trên dân số giả định trong địa giới nước Đức vào năm 1871 hoặc 1914. Các ước tính gần đây hơn sử dụng các tiêu chí mới mẻ hơn hơn nhưng vẫn chỉ là phỏng đoán. Một ước tính dựa trên địa giới Đức vào năm 1870 cho thấy dân số khoảng 15–17 người triệu vào khoảng năm 1600, giảm xuống còn 10–13 triệu người vào khoảng năm 1650 (sau Chiến tranh Ba mươi năm). Các nhà sử học khác cho rằng dân số của Đế quốc đã giảm từ 20 triệu đến khoảng 16–17 triệu vào năm 1650.
Một ước tính đáng tin cậy cho rằng có 27–28 triệu người vào năm 1800 (thời điểm đã mất các vùng đất thấp còn lại, Ý và tả ngạn sông Rhine trong Hiệp ước Campo Fornio năm 1797) với sự phân chia như sau: 
- Áo có 9 triệu dân (bao gồm Silesia, Bohemia và Moravia);
- Phổ có 4 triệu dân ;
- Phần còn lại của Đế quốc là 14–15 triệu dân.

Ngoài ra còn có nhiều ước tính về các quốc gia Ý từng là một phần của Đế quốc:
| Lãnh thổ                         | Dân số       |
| -------------------------------- | ------------ |
| Công quốc Milano (Tây Ban Nha)   | 1,350,000    |
| Piedmont-Savoy                   | 1,200,000    |
| Cộng hòa Genoa                   | 650,000      |
| Đại công quốc Toscana            | 649,000      |
| Công quốc Parma-Piacenza         | 250,000      |
| Công quốc Modena-Reggio          | 250,000      |
| Bá quốc Gorizia và Gradisca (Áo) | 130,000      |
| Cộng hòa Lucca                   | 110,000      |
| Tổng cộng                        | k. 4,600,000 |

| Lãnh thổ                       | Dân số       |
| ------------------------------ | ------------ |
| Piedmont-Savoy                 | 2,400,000    |
| Công quốc Milano (Tây Ban Nha) | 1,100,000    |
| Đại công quốc Toscana          | 1,000,000    |
| Cộng hòa Genoa                 | 500,000      |
| Công quốc Parma-Piacenza       | 500,000      |
| Công quốc Modena-Reggio        | 350,000      |
| Cộng hòa Lucca                 | 100,000      |
| Tổng cộng                      | k. 6,000,000 |

### Đô thị lớn
Các thành phố hoặc thị trấn đông dân nhất Đế quốc theo năm:
- 1050: Regensburg 40.000 người. Roma 35.000. Mainz 30.000. Speyer 25.000. Nước hoa 21.000. Trier 20.000. Giun 20.000. Lyon 20.000. Verona 20.000. Metz 16.000 người. Firenze 15.000.
- 1300–1350: Milano 120.000, Firenze 110.000, Genova 90.000, Praha 77.000, Köln 60.000, Marseille 40.000, Verona 40.000, Padua 35.000, Erfurt 32.000, Metz 32.000, Regensburg 30.000, Speyer 25.000, Mainz 24.000, Aachen 21.000, Magdeburg 20.000, Nürnberg 20.000, Viên 20.000, Danzig (nay là Gdańsk) 20.000, Straßburg (nay là Strasbourg) 20.000, Giun 20.000, Lübeck 15.000, Regensburg 11.000.[40][41][42][43]
- 1500: Milano 100.000 người, Genova 70.000, Praha 70.000, Firenze 50.000, Köln 45.000, Antwerp 40.000, Cremona 40.000, Nürnberg 38.000, Augsburg 30.000, Mantua 28.000, Lübeck, Breslau (nay là Wrocław), Regensburg 22.000, Augsburg 20.000, Viên 20.000, Straßburg (nay là Strasbourg) 20.000, Parma 19.000 người, Magdeburg 18.000, Modena 18.000, Pavia 16.000, Ulm 16.000, Hamburg 15.000.[44]
- 1600: Milano 150.000,[45] Praha 100.000, Viên 50.000, Augsburg 45.000, Köln 40.000, Nürnberg 40.000, Hamburg 40.000, Magdeburg 40.000, Breslau (nay là Wrocław) 40.000, Straßburg (nay là Strasbourg) 25.000, Lübeck 23.000, Ulm 21.000, Regensburg 20.000, Frankfurt am Main 20.000, München 20.000.[44]

## Các hoàng đế Đế quốc La Mã Thần Thánh
Hoàng đế La Mã Thần thánh (Romanorum Imperator) là danh hiệu cho người đứng đầu Đế quốc, được trao bởi Giáo hoàng. Trên danh nghĩa, Hoàng đế là người bảo hộ cho Giáo hoàng và Giáo hội Công giáo Rôma.
Từ khi Otto I Đại đế đăng quang năm 962, đến khi Franz II, Thánh đế La Mã thoái vị, tổng cộng có 34 vị Hoàng đế. Đặc biệt có Nhà Habsburg và sự thông gia Nhà Habsburg-Lorraine đã có 16 vị quân chủ nắm Đế miện của Đế quốc, là dòng họ quyền lực nhất từng cai trị Đế quốc.

### Trích dẫn
1. ↑  Karl Härter, "The Permanent Imperial Diet in European Context, 1663–1806", in The Holy Roman Empire, 1495–1806, Nhà xuất bản RJW Evans, Michael Schaich, và Peter H. Wilson, Oxford University Press, US, 2011, Tr. 122–23, 132.
2. ↑  Gerhard Ritter, Frederick the Great: a historical profile, trang 37
3. ↑  Gerhard Ritter, Frederick the Great: a historical profile, trang 187
4. ↑  Gerhard Ritter, Frederick the Great: a historical profile, trang 79
5. ↑  Christopher M. Clark, Iron kingdom: the rise and downfall of Prussia, 1600-1947, trang 225
6. ↑  Christopher M. Clark, Iron kingdom: the rise and downfall of Prussia, 1600-1947, trang 183
7. ↑  Christopher M. Clark, Iron kingdom: the rise and downfall of Prussia, 1600-1947, trang 286
8. ↑  Gerhard Ritter, Frederick the Great: a historical profile, trang 91
9. ↑  Christopher M. Clark, Iron kingdom: the rise and downfall of Prussia, 1600-1947, trang 194
10. ↑  Christopher M. Clark, Iron kingdom: the rise and downfall of Prussia, 1600-1947, trang 199
11. ↑  Christopher M. Clark, Iron kingdom: the rise and downfall of Prussia, 1600-1947, trang 200
12. ↑  Christopher M. Clark, Iron kingdom: the rise and downfall of Prussia, 1600-1947, trang 202
13. ↑  H. W. Koch, History of Prussia, trang 127
14. ↑  H. W. Koch, History of Prussia, trang 126
15. ↑  Christopher M. Clark, Iron kingdom: the rise and downfall of Prussia, 1600-1947, trang 204
16. ↑  Christopher M. Clark, Iron kingdom: the rise and downfall of Prussia, 1600-1947, trang 205
17. ↑  Christopher M. Clark, Iron kingdom: the rise and downfall of Prussia, 1600-1947, trang 206
18. 1 2  H. W. Koch, History of Prussia, trang 138
19. ↑  Gerhard Ritter, Frederick the Great: a historical profile, trang 192
20. ↑  Christopher M. Clark, Iron kingdom: the rise and downfall of Prussia, 1600-1947, trang 212
21. ↑  Christopher M. Clark, Iron kingdom: the rise and downfall of Prussia, 1600-1947, trang 216
22. ↑  Christopher M. Clark, Iron kingdom: the rise and downfall of Prussia, 1600-1947, trang 217
23. ↑  Gerhard Ritter, Frederick the Great: a historical profile, trang 199
24. ↑  Christopher M. Clark, Iron kingdom: the rise and downfall of Prussia, 1600-1947, trang 296
25. ↑  Gumpelzhaimer 1796.
26. ↑  Whaley 2012b, tr. 188.
27. 1 2  Smith 1920, tr. 19.
28. ↑  Wilson 2004, tr. 307.
29. ↑  Hirschi 2005, tr. 393–399.
30. ↑  Fried 2016, tr. 56.
31. ↑  Parker 2008, tr. 1058.
32. ↑  Wilson 2009, tr. 18–23.
33. 1 2  Wilson, p. 788
34. ↑  Wilson 2009, tr. [[[:Bản mẫu:Google book]] 17].
35. ↑  Wilson 2016, tr. 496.
36. ↑  Benecke 1974, tr. 162.
37. ↑  Whaley 2012a, tr. 633.
38. ↑  Whaley 2012b, tr. 351.
39. ↑  de Las Cases 1824, tr. 197.
40. ↑  Tellier 2009, tr. 290.
41. ↑  Claus 1997.
42. ↑  Kurian 2010, tr. 587.
43. ↑  Legauy 1995, tr. 104.
44. 1 2  Flood 2011, tr. 118.
45. ↑  Cipolla 1981.

### Bản đồ
- The Holy Roman Empire, 1138–1254
- The Holy Roman Empire c. 1500
- The Holy Roman Empire in 1648
- The Holy Roman Empire in 1789 (interactive map)